# Goobang National Park
Goobang National Park är en park i Australien. Den ligger i delstaten New South Wales, i den sydöstra delen av landet, omkring 290 kilometer nordväst om delstatshuvudstaden Sydney. Goobang National Park ligger 699 meter över havet.
Runt Goobang National Park är det mycket glesbefolkat, med 2 invånare per kvadratkilometer.. Närmaste större samhälle är Peak Hill, omkring 14 kilometer väster om Goobang National Park.
I omgivningarna runt Goobang National Park växer huvudsakligen savannskog. Genomsnittlig årsnederbörd är 675 millimeter. Den regnigaste månaden är februari, med i genomsnitt 113 mm nederbörd, och den torraste är oktober, med 14 mm nederbörd.